# Ван дер Капеллен тот ден Пол, Иоанн Дирк

Герб Капеллена тот ден Пола

Барон Иоанн Дирк ван дер Капеллен тот ден Пол (нидерл. Joan Derk van der Capellen tot den Pol; 2 ноября 1741, Тил — 6 июня 1784, Зволле) — голландский дворянин, государственный и политический деятель, как лидер Движения патриотов (Patriottentijd) сыгравший видную роль в революционных событиях, предшествовавших образованию Батавской республики.

## Биография

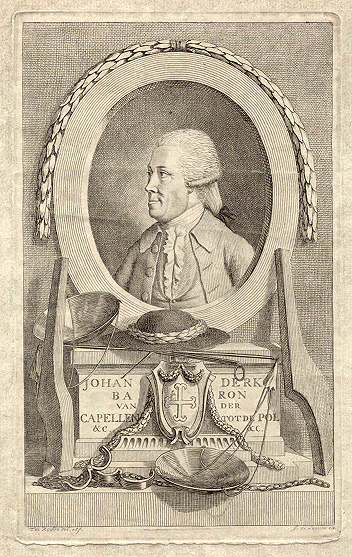
Портрет Капеллена тот ден Пола

Сын офицера нидерландской армии. В 1758—1763 годах изучал право в университетах Лейдена и Утрехта, в студенческие годы познакомился с идеями Просвещения. Проявлял интерес к трудам английских философов, некоторые из них перевёл и опубликовал на голландском языке (включая Джозефа Пристли).
С 1772 года избирался депутатом штатов провинции Оверэйссел, отстаивал интересы местного сельского населения, например, требовал отмены средневековых повинностей. Выступал с критикой короля Вильгельма V и регентов, против проводимого им увеличения армии, за укрепление флота, критиковал проанглийскую политику оранжистов.

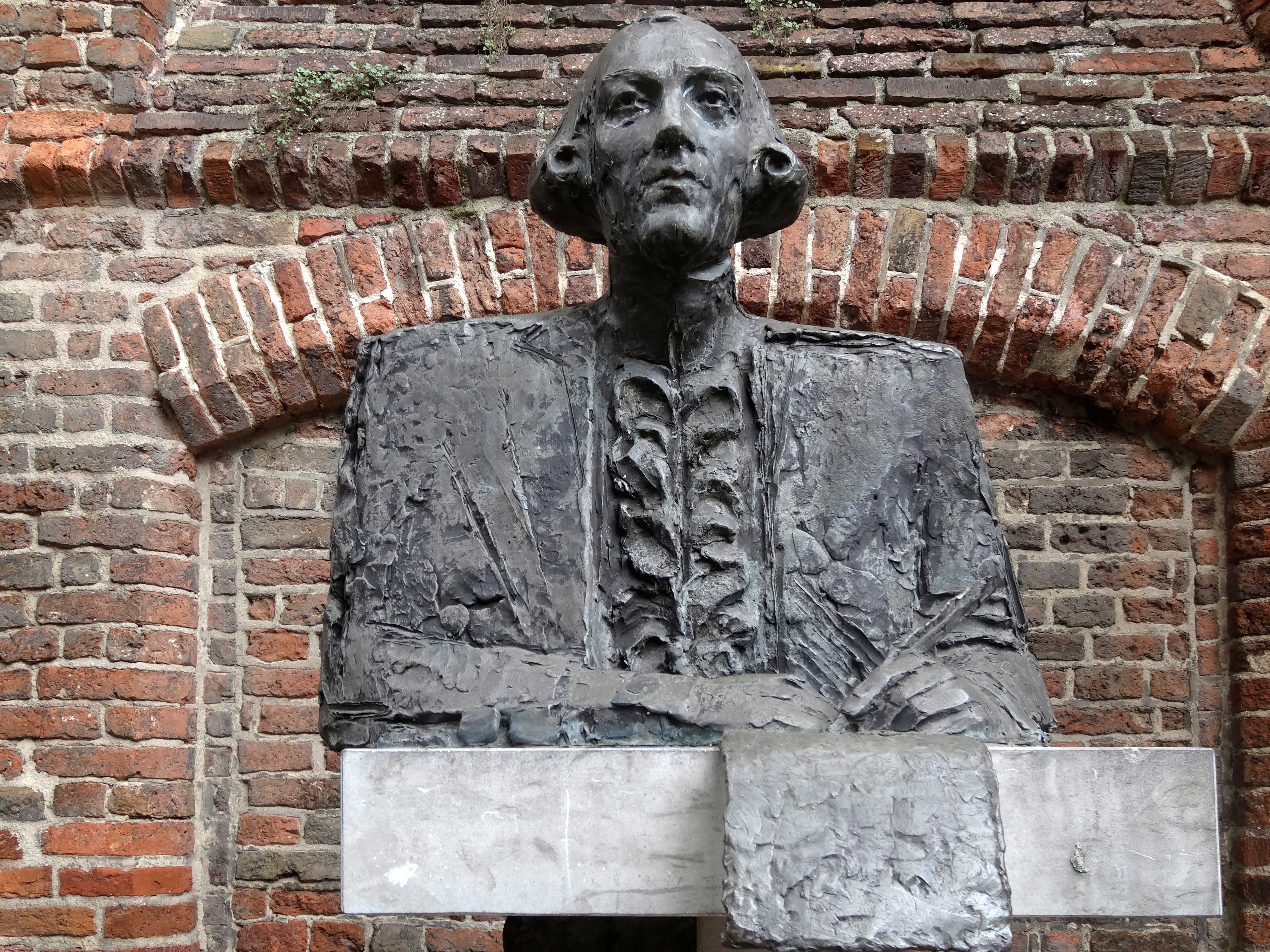
Бюст Капеллена тот ден Пола

Как член политической фракции патриотов, вдохновленный Американской революцией и победой нидерландского флота в , сражении при Доггер-банке, написал известный памфлет-манифест «К народу Нидерландов» («Aan het Volk van Nederland»), призывавший население страны к решительным действиям. Стремясь к более либеральному обществу, памфлет обвинял Вильгельма V в «узурпации суверенных прав народа» и требовал прекращения режима оранжистов, который был отмечен коррупцией и кумовством. Памфлет был напечатан в Австрийских Нидерландах и в ночь с 25 на 26 сентября 1781 года тайно распространён во многих городах Соединённых провинций. Он оказал огромное влияние на развитие Движения патриотов, стал его программным документом, а Капеллен тот ден Пол — одним из руководителей этого движения.
Он также был ярым сторонником юридического признания недавно созданных Соединенных Штатов Америки, внеся свою лепту в то, что в 1782 году Соединённые провинции признали их независимость первыми после Франции. В 1780 году организовал сбор средств для США, вступил в переписку с рядом американских политических деятелей.